# 행위자 명사
언어학에서 행위자 명사(라틴어로 노멘 아젠티스 nomen agentis)는 동작을 나타내는 다른 단어에서 파생된 단어이며, 그 해당 작업을 수행하는 독립체를 식별한다. 예를 들어, "driver"는" 동사 "drive"에서 형성된 행위자 명사이다.

## 단어 형성
| -cz | bieg-ać 'to run'                | bieg-acz 'runner'               |
| -rz | pis-ać 'to write'               | pis-arz 'writer'                |
| -c  | †kraw-ać 'to cut'               | kraw-iec 'tailor'               |
| -ca | daw-ać 'to give'                | daw-ca 'giver'                  |
| -k  | pis-ać 'to write'               | pis-ak 'marker' (pen)           |
| -k  | skak-ać 'to jump'               | skocz-ek 'jumper'               |
| -k  | chodz-ić 'to walk'              | chodz-ik 'walker' (walking aid) |
| -l  | nos-ić 'to carry'               | nos-ic-iel 'carrier'            |
| -y  | las 'forest' leś-nik 'forester' | leś-nicz-y 'forester'           |

행위자를 나타내는 접미사는 일반적으로 동사에서 행위자 명사를 형성하는데 사용된다. 예시:
- 영어: "-er", "-or", "-ist".
- 독일어: -er, -ler, -ner, -or, -ör, -ist, -it, -ite, -ant, -ent (여성 어미 "-in"에서 복합한 것으로 예상된다)
- 프랑스어: -eur(남)/-euse(여)
- 그리스어: -ήρ, τήρ
- 라틴어: -arius/-tarius, -orius/-torius, -ar, -ens, -or, -tor
- 폴란트어: 표 참조
- 스페인어: -dor(a)
- 핀란드어: -ja/-jä (puhua 'speak', puhuja 'speaker'; lyödä 'hit', lyöjä 'hitter');  -uri (독일어를 통하여 '-or'/'er'를 빌린 것으로 예상된다)
- 한자 문화권: 가 (家), 사 (使), 수 (手), 인 (人), 자 (者), 주 (主)

## 같이 보기
- 행위자 (문법)
- 명사화

## 참고도서
- Maria Wojtyła-Świerzowska, Prasłowiańskie nomen agentis ("Protoslavic Nomen Agentis"), Wroclaw, 1975